# Angels with Dirty Faces/The Cockney Kids Are Innocent
Angels with Dirty Faces/The Cockney Kids Are Innocent è il terzo singolo degli Sham 69 pubblicato nel 1978.

## Tracce

### Lato A
1. Angels with Dirty Faces (Dave Parsons/Jimmy Pursey)

### Lato B
1. The Cockney Kids Are Innocent (Dave Parsons/Jimmy Pursey)

## Formazione
- Albie Maskell: basso
- Mark Cain: batteria
- Dave Parsons: chitarra
- Jimmy Pursey: voce